# Апфель, Хольгер
Хольгер Апфель (нем. Holger Apfel; род. 29 декабря 1970, Хильдесхайм, Нижняя Саксония) — немецкий политический деятель.

## Политическая деятельность
После окончания средней школы и службы в армии Апфель вступил в НДПГ в 1989 году. Принял активное участие в организации «Молодые национал-демократы» молодёжного крыла НДПГ, с 1993 по 1999 год её лидер. Сыграл важную роль в радикализации организации в этот период.
С 2000 по 2009 был редактором партийного журнала «Немецкий голос» (нем. Deutsche Stimme).
В 2004 году под его руководством была сформирована фракция НДПГ в Саксонском ландтаге из 12 человек, сам Апфель возглавил фракцию и вошёл в состав президиума ландтага.
13 ноября 2011 года избран лидером НДПГ, сменив на этом посту Удо Фогта. 19 декабря 2013 он подал в отставку, ссылаясь на тяжёлое состояние здоровья, пост занял Удо Пастерс. В этот же период появилась информация о том, что его отставка может быть связана с сексуальными домогательствами с его стороны в отношении молодого члена НДПГ, что не соответствует партийной этике. Позже Хольгер Апфель вышел из партии.
Является активным отрицателем Холокоста.

## Семья
Женат на Ясмин Лангер (род. 1983) — лидер женского крыла НДПГ. 3 детей.